# Stan Collymore
Stanley Victor Collymore (ur. 22 stycznia 1971 w Stone, Staffordshire) – angielski piłkarz grający na pozycji napastnika.

## Kariera klubowa
Collymore urodził się w hrabstwie Staffordshire. Karierę piłkarską rozpoczął w klubie Walsall F.C., a następnie trenował z juniorami Wolverhampton Wanderers. W 1990 roku został zawodnikiem pierwszej drużyny Stafford Rangers, grającego wówczas w Conference National. Jeszcze w tym samym roku został zauważony przez skautów Crystal Palace F.C. i w grudniu podpisał profesjonalny kontrakt z tym klubem. W 1991 roku zadebiutował w First Division. Przez półtora roku nie zdołał jednak przebić się do podstawowego składu i był tylko rezerwowym dla Iana Wrighta i Marka Brighta. Latem 1992 odszedł do Southend United i w rozgrywkach Division One zdobył dla niego 15 bramek będąc najskuteczniejszym graczem zespołu.
W 1993 roku Collymore został sprzedany za 2 miliony funtów do Nottingham Forest, spadkowicza z Premiership, po tym jak z klubu odeszły dwie gwiazdy Roy Keane i Nigel Clough. Do zespołu Forest sprowadził go ówczesny menedżer tego zespołu Frank Clark. W Nottingham Stan zadebiutował 24 sierpnia w przegranym 0:2 wyjazdowym meczu z Crystal Palace. W całym sezonie 1993/1994 strzelił 19 bramek i przyczynił się do powrotu Forest w szeregi Premiership. Także w kolejnym sezonie Collymore prezentował wysoką skuteczność. Będąc partnerem w ataku Bryana Roya strzelił 22 gole w 37 rozegranych spotkaniach, a zespół z Nottingham zajął 3. miejsce w lidze, gwarantujące start w rozgrywkach Pucharu UEFA.
W czerwcu 1995 roku Collymore podpisał kontrakt z Liverpoolem, a kierownictwo klubu zapłaciło za niego 8,5 miliona funtów, co w tamtym okresie było najwyższym transferem w historii brytyjskiego futbolu. W drużynie prowadzonej przez menedżera Roya Evansa swój pierwszy mecz rozegrał 19 sierpnia i w debiucie zdobył gola dającego zwycięstwo 1:0 nad Sheffield Wednesday. W „The Reds” stworzył atak z Robbie’m Fowlerem. W lidze zajął z Liverpoolem 3. miejsce, najwyższe dla tego klubu od 1990 roku. Strzelił 14 goli, a jego partner z ataku – 28. W kwietniowym meczu z Newcastle United, wygranym przez Liverpool 4:3, zdobył 2 gole, a spotkanie to uznano za najciekawsze w latach 90. Wystąpił także w przegranym 0:1 finale Pucharu Anglii z Manchesterem United. W sezonie 1996/1997 strzelił dla Liverpoolu 12 goli, a klub ten zakończył sezon na 4. miejscu w tabeli.
W maju 1997 roku Collymore ponownie zmienił barwy klubowe i odszedł z Liverpoolu do Aston Villi za 7 milionów funtów (ówczesny rekord klubu). W koszulce „The Villans” po raz pierwszy wystąpił 9 sierpnia przeciwko Leicester City (0:1). Jednak w drużynie prowadzonej przez Johna Gregory nie prezentował takiej skuteczności jak w LFC i Forest. W sezonie 1998/1999 był tylko rezerwowym, a latem został wypożyczony do grającego w Division One Fulham F.C. Na początku 2000 roku odszedł do Leicester City. Przez rok zdobył 6 goli dla tego klubu, w tym hat-tricka w meczu z Sunderlandem, jednak złamał nogę. W październiku 2000 przeszedł do Bradford City i do końca sezonu strzelił 2 gole.
31 stycznia 2001 roku Collymore został zawodnikiem hiszpańskiego Realu Oviedo. W Primera División zadebiutował 4 lutego w przegranym 0:1 meczu z UD Las Palmas. Nie przebił się jednak do składu klubu prowadzonego przez Radomira Anticia. Rozegrał trzy spotkania, a 7 marca zdecydował się zakończyć karierę. Liczył sobie wówczas 30 lat.
| Sezon   | Klub                | Kraj      | Rozgrywki        | Mecze | Bramki |
| ------- | ------------------- | --------- | ---------------- | ----- | ------ |
| 1990/91 | Crystal Palace F.C. | Anglia    | First Division   | 6     | 0      |
| 1991/92 | Crystal Palace F.C. | Anglia    | First Division   | 12    | 1      |
| 1992/93 | Crystal Palace F.C. | Anglia    | Premiership      | 2     | 0      |
| 1992/93 | Southend United     | Anglia    | Division One     | 30    | 15     |
| 1993/94 | Nottingham Forest   | Anglia    | Division One     | 28    | 19     |
| 1994/95 | Nottingham Forest   | Anglia    | Premiership      | 37    | 22     |
| 1995/96 | Liverpool F.C.      | Anglia    | Premiership      | 31    | 14     |
| 1996/97 | Liverpool F.C.      | Anglia    | Premiership      | 30    | 12     |
| 1997/98 | Aston Villa F.C.    | Anglia    | Premiership      | 25    | 6      |
| 1998/99 | Aston Villa F.C.    | Anglia    | Premiership      | 20    | 1      |
| 1999/00 | Fulham F.C.         | Anglia    | Division One     | 7     | 1      |
| 1999/00 | Leicester City      | Anglia    | Premiership      | 6     | 4      |
| 2000/01 | Leicester City      | Anglia    | Premiership      | 7     | 2      |
| 2000/01 | Bradford City       | Anglia    | Premiership      | 7     | 2      |
| 2000/01 | Real Oviedo         | Hiszpania | Primera División | 3     | 0      |

## Kariera reprezentacyjna
W reprezentacji Anglii Collymore zadebiutował 3 czerwca 1995 roku w wygranym 2:1 towarzyskim spotkaniu z reprezentacją Japonii. W 76. minucie tego meczu został zmieniony przez Teddy’ego Sheringhama. W czerwcu wystąpił w sparingu z Brazylią (1:3), a swoje trzecie i ostatnie w karierze reprezentacyjnej spotkanie rozegrał w 1997 roku przeciwko Mołdawii (4:0) w eliminacjach do Mistrzostw Świata 1998.